# Perlego
 (juin 2021).
La mise en forme du texte ne suit pas les recommandations de Wikipédia : il faut le « wikifier ».
Les points d'amélioration suivants sont les cas les plus fréquents :
- Les titres sont pré-formatés par le logiciel. Ils ne sont ni en capitales, ni en gras.
- Le texte ne doit pas être écrit en capitales (les noms de famille non plus), ni en gras, ni en italique, ni en « petit »…
- Le gras n'est utilisé que pour surligner le titre de l'article dans l'introduction, une seule fois.
- L'italique est rarement utilisé : mots en langue étrangère, titres d'œuvres, noms de bateaux, etc.
- Les citations ne sont pas en italique mais en corps de texte normal. Elles sont entourées par des guillemets français : « et ».
- Les listes à puces sont à éviter, des paragraphes rédigés étant largement préférés. Les tableaux sont à réserver à la présentation de données structurées (résultats, etc.).
- Les appels de note de bas de page (petits chiffres en exposant, introduits par l'outil «  Source ») sont à placer entre la fin de phrase et le point final[comme ça].
- Les liens internes (vers d'autres articles de Wikipédia) sont à choisir avec parcimonie. Créez des liens vers des articles approfondissant le sujet. Les termes génériques sans rapport avec le sujet sont à éviter, ainsi que les répétitions de liens vers un même terme.
- Les liens externes sont à placer uniquement dans une section « Liens externes », à la fin de l'article. Ces liens sont à choisir avec parcimonie suivant les règles définies. Si un lien sert de source à l'article, son insertion dans le texte est à faire par les notes de bas de page.
- La présentation des références doit suivre les conventions bibliographiques. Il est recommandé d'utiliser les modèles {{Ouvrage}}, {{Chapitre}}, {{Article}}, {{Lien web}} et/ou {{Bibliographie}}. Le mode d'édition visuel peut mettre en forme automatiquement les références.
- Insérer une infobox (cadre d'informations à droite) n'est pas obligatoire pour parachever la mise en page.

Pour une aide détaillée, merci de consulter Aide:Wikification.
Si vous pensez que ces points ont été résolus, vous pouvez retirer ce bandeau et améliorer la mise en forme d'un autre article.
 (juin 2021).
Perlego est une bibliothèque numérique en ligne axée sur la diffusion de livres numériques académiques, professionnels et non fictionnels. Il s'agit d'un service par abonnement offrant aux utilisateurs un accès illimité à ces textes pendant la durée de leur abonnement. Perlego a été présenté comme « le Spotify pour les manuels » par l'Evening Standard. Le siège social de Perlego est à Londres et la plateforme est disponible pour les utilisateurs du monde entier.

## Histoire
Perlego a été fondée en 2016 par Gauthier Van Malderen et Matthew Davis, tous deux originaires de Belgique, en réponse à l'inflation croissante des prix des manuels,. Les fondateurs cherchaient à offrir une alternative abordable au coût élevé d'achat des manuels universitaires, tout en aidant les éditeurs à récupérer les parts de marché perdues à cause du téléchargement illégal. Gauthier Van Malderen, avec une formation universitaire en commerce et en économie, avait déjà fondé deux sociétés avant Perlego, et Matthew Davis avait une vaste expérience dans en ingénierie informatique et en création de sites Web.

### Financement
Perlego était initialement autofinancé. Son financement de pré-amorçage provenait des bénéfices tirés de la précédente société de Gauthier Van Malderen - Iconic Matter. 
En janvier 2017, Perlego a levé 850 000 £ dans le cadre d'un financement de démarrage. Cette levée de fonds a été menée par des business angels britanniques, belges et français - les plus connus étant le fondateur de Zoopla, Alex Chesterman, et le fondateur de LoveFilm, Simon Franks. 
En septembre 2018, Perlego a levé 3 500 000 £ supplémentaires dans le cadre d'un tour d'investissement en capital-risque mené Accelerated Digital Ventures, avec une participation supplémentaire de ses investisseurs initiaux. En novembre 2019, Perlego a clos sa levée de fonds série A, ayant levé un total de 7 000 000 £. Cette série A a été menée par Charlie Songhurst et Thomas Leysen (président de Mediahuis et Umicore), les investisseurs existants de Perlego ayant tous réinvesti au prorata. 
En mars 2022, Perlego a clos un deuxième tour de financement en série B, d'une valeur  50 millions de dollars. Cette serie B a été mené par Mediahuis Ventures, la société de capital-risque du groupe de médias européen Mediahuis, avec la participation de Raine Ventures, la branche de capital-risque de Raine Group, et Evli Growth Partners. Ce tour de table rassemble également certains éditeurs stratégiques ainsi que de plusieurs investisseurs particuliers tels que les fondateurs de la plateforme d'apprentissage Kahoot, Jamie Brooker et Johan Brand, via de leur fond We Are Human.

## Services
La bibliothèque Perlego contient à la fin 2022 plus d'1 million de titres, répartis sur six langues (anglais, italien, espagnol, français, allemand et portugais) et couvrant plus de 900 disciplines distinctes, telles que l'aéronautique ou la zoologie. Perlego travaille avec plus de 8 000 éditeurs - ces derniers fournissant les livres disponibles sur la plateforme. Parmi ses partenaires, Perlego compte des éditeurs universitaires majeurs tels que Wiley, et Bloomsbury.
Le service est disponible sur ordinateur et sur smartphone. Les utilisateurs peuvent accéder aux titres via leur navigateur internet ou télécharger l'application sur leur appareil mobile / tablette, où il est également possible de télécharger des livres pour une lecture hors ligne. En plus de la fonctionnalité de lecture, Perlego propose diverses fonctionnalités permettant de surligner, prendre des notes ou encore de faire du référencement bibliographique en un clic, pour des travaux de mémoire ou de thèse,.